# Achyrolimonia trigonoides
Achyrolimonia trigonoides is een tweevleugelige uit de familie steltmuggen (Limoniidae). De soort komt voor in het Oriëntaals en Australaziatisch gebied.

## Ondersoorten
- Achyrolimonia trigonoides subtrigonoides
- Achyrolimonia trigonoides trigonoides